# Necropoli di Saint-Nicolas
La necropoli di Saint-Nicolas è un sito archeologico che si trova in località La Cure di Saint-Nicolas, in Valle d'Aosta. 

## Storia e descrizione
La necropoli è stata scoperta nel 1869 sulla terrazza panoramica naturale nei pressi della chiesa parrocchiale di San Nicola.
Come contesto (posizione rilevata e solitaria) si avvicina alla posizione della chiesa di Introd e presenta analogie con altri siti neolitici valdostani. Le tombe a cista della necropoli di Saint-Nicolas, datate al Neolitico, sono state inoltre assimilate dal punto di vista architettonico alle tombe del tipo di Chamblandes.
Le prime indagini archeologiche sono state condotte da Bartolomeo Gastaldi, un pioniere della paleontologia. Grazie agli scavi del 1869 e a quelli del 1885 furono ritrovate all'interno delle tombe due braccialetti, uno ricavati da una conchiglia fossile non identificata e l'altro dalle valve di Pectunculus»
Simili bracciali in conchiglia, presenti in varie necropoli neolitiche, sono stati ritrovati anche nella necropoli di Vollein.
I due braccialetti sono conservati nel museo dell'Académie Saint-Anselme.